# Robert Hrovat
Robert Hrovat, bivši slovenski politik, poslanec in poklicni gasilec, * 10. april 1971, Dob.

## Članstvo v delovnih telesih
Robert Hrovat, član Slovenske demokratske stranke, je bil leta 2004 izvoljen v Državni zbor Republike Slovenije; v tem mandatu je bil član naslednjih delovnih teles:
- Odbor za okolje in prostor,
- Odbor za obrambo in
- Odbor za zadeve Evropske unije.

Na državnozborskih volitvah leta 2011 je kandidiral na listi SDS in bil izvoljen za mandatno obdobje 2011-2015; je član naslednjih delovnih teles v Državnem zboru 2011-2015:
- Odbor za kmetijstvo, gozdarstvo, prehrano in okolje (član)
- Odbor za obrambo (član)
- Odbor za zadeve Evropske unije (član)

## Kontroverzna vloga v Cviklovi komisiji
Robert Hrovat je bil tudi podpredsednik parlamentarne preiskovalne komisije, žargonsko imenovane Cviklova komisija, ki je bila ustanovljena februarja 2007, katere namen je bil preiskava sumov korupcije pri nakupu finskih oklepnikov Patria na ministrstvu za obrambo v času vlade Janeza Janše in ministra Karla Erjavca (afera Patria), hkrati pa s pomočjo strokovnjakov in poznavalcev ugotoviti, ali obstajajo stične točke in podobnosti med tem spornim poslom in orožarskimi posli iz obdobja 1991–1993. Predsednik komisije je bil poslanec Milan M. Cvikl.
Kot je opisano v tretji knjigi trilogije V imenu države s podnaslovom Prikrivanje, so zaradi suma, da so pri poslu s Patrio sodelovali tudi nekateri akterji, ki so bili vpleteni v trgovino z orožjem med letoma 1991 in 1993, so preiskavo razširili še na to področje. Brž ko je Cvikl 11. junija 2008 zaslišal nekdanjega direktorja VOMO Andreja Lovšina, so podpredsednik komisije Robert Hrovat (SDS), poslanec SLS Josip Bajc in predsednik SNS Zmago Jelinčič zahtevali, da bi kot pričo zaslišali predsednika komisije. V takih okoliščinah Cvikl komisije ne bi mogel voditi niti ne bi smel biti njen član.
17. junija 2008 so Hrovat, Bajc in Jelinčič preprečili zaslišanje nekdnjega poveljnika oddelka MORiS za posebne namene Darka Njavra, tako da so sejo zapustili in povzročili nesklepčnost. Pozneje se je zvrstilo še nekaj podobnih obstrukcij.
Ker Cvikl ni popustil in je celo javno napovedal, da se bo v začetku julija srečal s finskimi kriminalisti in nato o delu komisije objavil končno poročilo, je v petek, 27. junija 2008, Robert Hrovat prevzel vodenje komisije, tako da je nepooblaščeno uporabil računalniški sistem strokovnega sodelavca in brez Cviklove vednosti odpovedal sejo, ki je bila namenjena sestanku s finskimi kriminalisti. Hrovat je javnost o odpovedi seje obvestil v petek pozno popoldne in obenem sporočil: "Milan M. Cvikl kot priča v postopku ne more več opravljati funkcije predsednika komisije. Gre za čisti poslovniški avtomatizem."
Predsednik komisije Cvikl se je lahko odzval šele v ponedeljek. Opozoril je: "Seja je bila sklicana in to, kar se je v komisiji zgodilo, je bil nepooblaščeni puč. Aktualna oblast dela vse, da bi utišala resnico o eni naječjih afer, resnico o lastni vpletenosti, o sumih korupcije in podkupovanja." Hrovatu je očital, da je ravnal nezakonito in po navodilu nadrejenih.
Naslednji dan se je oglasil še predsednik državnega zbora France Cukjati, sicer vpliven član SDS: "Poslanec Milan M. Cvikl pravnoformalno ni več član komisije, ki preiskuje nakup oklepnikov 8x8." Zadevo je predal mandatno-volilni komisiji pod vodstvom Franca Sušnika, prav tako poslanca SDS. Komisija je razrešitev rutinsko potrdila.
Sušnik je sejo vodil tako, da nekaterim poslancem ni pustil do besede. Predstavniki Janševe koalicije so najprej izglasovali sklep o Cviklovi razrešitvi, šele nato pa so za mnenje o pravilnosti odločitve zaprosili pravno službo. Tako so zaustavili še tretjo parlamentarno preiskavo, ki se je ukvarjala s sumljivimi posli z orožjem (pred Cviklovo komisijo sta to preiskovali že Madonova komisija in Mogetova komisija).